# Aspergillus
Aspergillus Micheli, 1729 é um gênero de fungos que apresenta coloração branca ou amarelada com formação de pedúnculos e uma ponta colorida. São importantes agentes decompositores de alimentos. As espécies descritas com base em anamorfos que anteriormente se encontravam incluídas no género Eurotium foram transferidas para este género.

## Descrição
São utilizados na produção de alimentos e produção comercial de ácido cítrico, glucônico e gálico. Existem mais de 200 espécies encontradas na natureza.
O género Aspergillus foi catalogado em 1729 pelo padre italiano e biólogo Pier Antonio Micheli qua ao observar o fungo ao microscópio, se lembrou da forma de um aspergillum (um borrifador de água benta) e nomeou o género de acordo com o objeto.
As espécies de Aspergillus são aeróbicas e encontradas em ambientes ricos em oxigênio, onde geralmente crescem na superfície onde vivem. Contaminam restos de comidas (como pães e batatas) e crescem em muitas plantas e árvores. e fungo muito desenvolvido em pães mofados

## Patologias

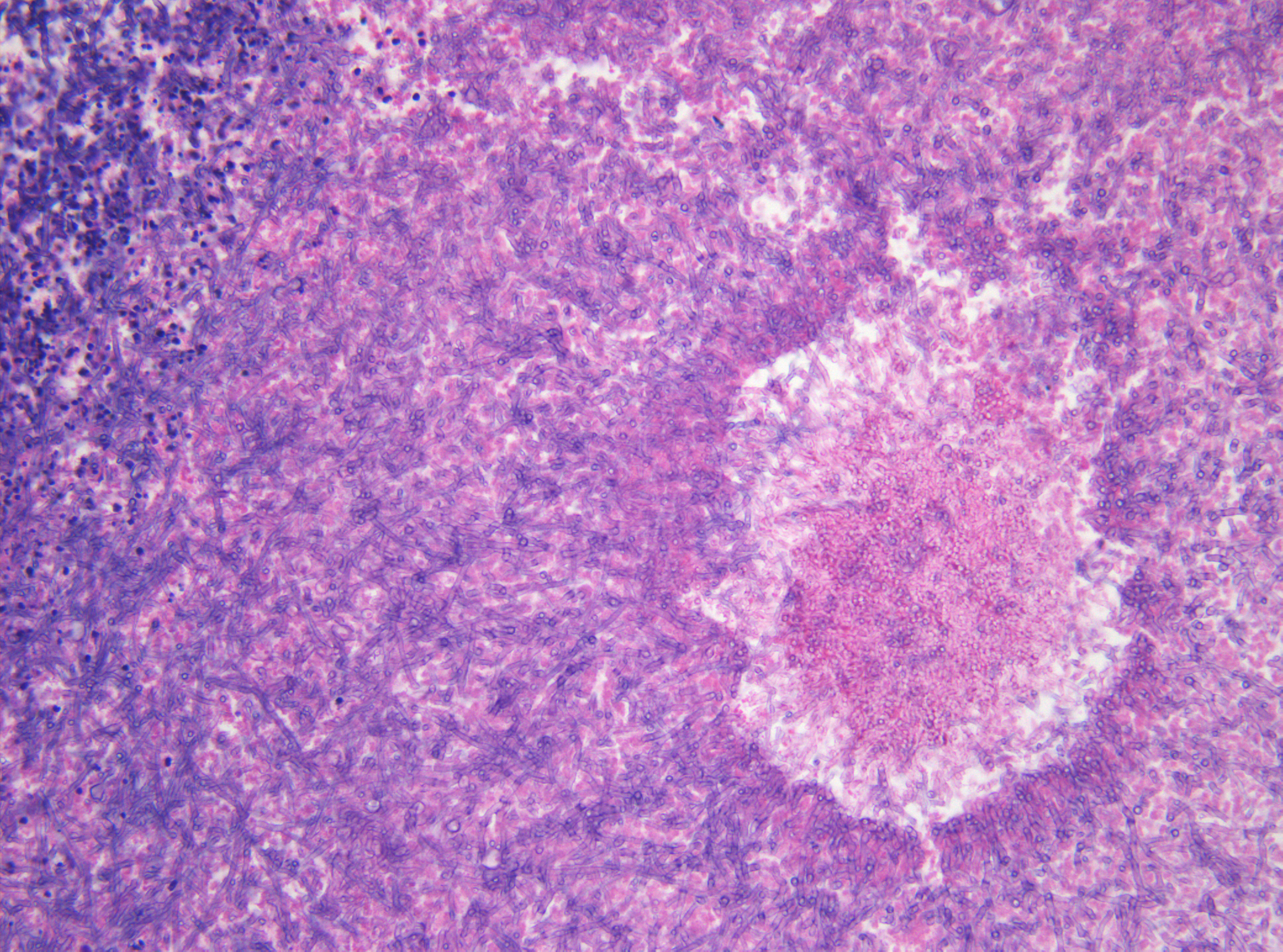
Aspergilloma

Cerca de 16-20 espécies podem infectar o homem causando morte, sendo as mais comuns A. fumigatus, A. flavus e A. niger. As manifestações clínicas incluem micetomas (infecção subcutânea), reação de hipersensibilidade (aspergilose alérgica), aspergilose pulmonar (que pode conter aspergiloma e ser necrosante crônica) e sua forma mais letal: invasiva generalizada em imunocomprometidos. Injeções de posaconazol podem ser usados em casos de emergência.

## Espécies
O género inclui aproximadamente 200 espécies, entre as quais:
- Aspergillus caesiellus
- Aspergillus candidus
- Aspergillus carneus
- Aspergillus clavatus
- Aspergillus deflectus
- Aspergillus felis
- Aspergillus flavus
- Aspergillus fumigatus
- Aspergillus glaucus
- Aspergillus nidulans
- Aspergillus niger
- Aspergillus ochraceus
- Aspergillus oryzae
- Aspergillus parasiticus
- Aspergillus penicilloides
- Aspergillus restrictus
- Aspergillus sojae
- Aspergillus sydowi
- Aspergillus tamari
- Aspergillus terreus
- Aspergillus ustus
- Aspergillus versicolor